# Hrubas
Hrubas – słabo wyodrębniony wierzchołek o wysokości 1499 m n.p.m. we wschodniej grani masywu Bobrowca w polskich Tatrach Zachodnich. Grań ta oddziela główny ciąg Doliny Chochołowskiej od jej odnogi – doliny Głębowiec. Tuż poniżej wierzchołka Hrubasa, po południowej stronie grani znajdują się dolomitowo-wapienne skały zwane Piecami. Na Hrubasie grań zmienia kierunek na północno-wschodni. Do doliny Głębowiec schodzi spod Hrubasa jedna z odnóg Szerokiego Żlebu oraz żleb Skrajniak, nienazwany żleb schodzi również z przeciwległych stoków. Dawniej Hrubasem Jaworzyńskim nazywano odcinek wschodniej grani Bobrowca. Upłaz po północnej stronie (od strony doliny Głębowiec) początkowego odcinka wschodniej grani Bobrowca nosi nazwę Hrubasowego Upłazu. Na upłazie tym stwierdzono występowanie rzadkiej w Polsce rośliny – zarzyczki górskiej.
W masywie Bobrowca brak szlaków turystycznych, a znaczna jego część z Hrubasem włącznie to obszar ochrony ścisłej Bobrowiec.